# Туринский договор (1860)
Туринский договор 1860 года — договор между Сардинским королевством и Францией о передаче Франции сардинской провинции Савойя и округа Ницца.

## История
Подписан 24 марта 1860 года в Турине. Ницца и Савойя были обещаны Франции по Пломбьерскому соглашению 1858 года в обмен за её участие в войне против Австрии на стороне Сардинского королевства с целью освобождения от австрийского гнёта Ломбардии и Венеции. Туринский договор был заключён после окончания австро-итало-французской войны 1859 года, когда Франция, нарушив условия соглашения, заключила с Австрией перемирие, по которому Сардинское королевство получало только Ломбардию и к Сардинскому королевству, вопреки Цюрихским договорам 1859 года, присоединились государства Центральной Италии.
По условиям Туринского договора в апреле 1860 года в Савойе и Ницце были проведены плебисциты, после чего осуществлено присоединение этих территорий к Франции.
В день подписания договора 24 марта 1860 года немецким астрономом Робертом Лютером в Дюссельдорфской обсерватории был открыт новый астероид. Ему дали название (58) Конкордия в честь богини согласия Конкордии в связи с подписанием договора.